# Бэгнольд, Ральф

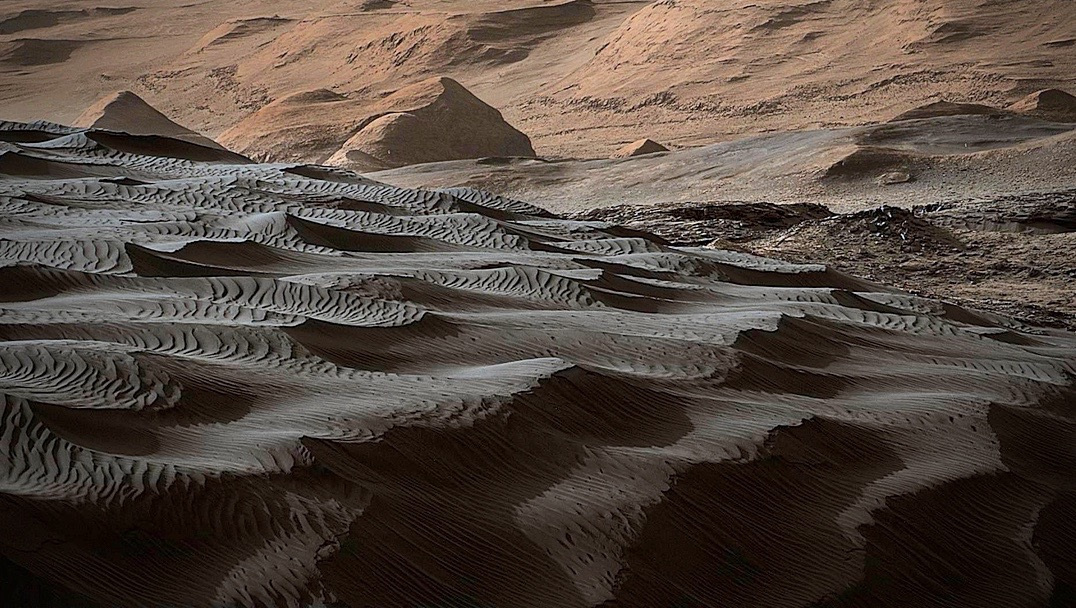
Часть дюнного поля Багнольда в кратере Гейла на Марсе, названного в честь бригадного генерала Багнольда.

Бригадный генерал Ральф Алджер Бэгнольд, OBE, FRS, (3 апреля 1896 — 28 мая 1990) — английский исследователь пустынь, геолог и военный.
В 1932 году организовал первое зарегистрированное пересечение Ливийской пустыни с востока на запад. Его работы в области эоловых процессов легли в основу книги The Physics of Blown Sand and Desert Dunes, положившей начало эоловой геоморфологии, объединившей полевые наблюдения, эксперименты и математическое моделирование. Его работа была использована НАСА при изучении рельефа Марс, а дюны Багнольда на поверхности Марса были названы этой организацией в его честь (на илл.).
Во время Второй мировой войны служил в британской армии; основал подразделение дальней разведки, которым командовал во время кампании в Северной Африке.

## Ранние годы
Ральф Бэгнольд родился в Девонпорте в семье полковника Корпуса королевских инженеров Артура Генри Бэгнольда (1854—1943), в 1884—1885 годах участвовавшего в экспедиции по спасению Гордона из Хартума. У Ральфа Бэгнольда была сестра Энид (1889—1981) — писательница и драматург.
После завершения учёбы в колледже Мальверн поступил в Королевскую военную академию в Вулидже. В 1915 году решил пойти по стопам отца и был зачислен в Корпус королевских инженеров. Во время Первой мировой войны провёл три года в окопах Западного фронта, в 1917 году был упомянут в донесениях; в 1919 году был жалован бельгийским орденом Леопольда I.
После войны изучал инженерное дело в колледже Гонвилл-энд-Киз, где получил степень магистра искусств (англ. Master of Arts). В 1920 году вновь поступил на службу в армию, присоединившись к Королевскому корпусу связи. Служил в Каире, затем — в Британской Индии (Северо-Западная пограничная провинция), где вновь был упомянут в донесениях. В Египте и в Индии всё свободное время посвящал изучению местных пустынь. В 1929 году, прочитав книгу «Потерянный оазис» Ахмеда Хасассейна, организовал экспедицию на автомобиле Ford Model A и двух грузовиках той же фирмы, целью которой был поиск затерянного города Зерзура; в ходе экспедиции исследовал обширный участок пустыни от Каира до Айн-Даллы. В 1935 году, после недолгой службы на половинном жаловании, уволился из армии, однако вновь записался на службу после начала Второй мировой войны.

## Исследование пустыни
Бэгнольд и его спутники были пионерами в использовании автомобилей для исследования пустыни. В 1932 году Бэгнольд исследовал впадину Мурди на территории современного Чада и нашёл в долине орудия, датированные периодом палеолита. Бэгнольд описал свои путешествия в книге  Libyan Sands: Travel in a Dead World (впервые опубликована в 1935 году; переиздана в 2010 году). Ему приписывают разработку солнечного компаса, на который не влияют залежи железной руды, обнаруженные в пустынных районах, или металлические транспортные средства. В 1930-е годы его группа начала практиковать снижение давления в шинах при движении по рыхлому песку.
Кроме того, Бэгнольду приписывают разработку метода езды по большим песчаным дюнам, обнаруженным в «песчаных морях» Ливийской пустыни. Он писал: «Я увеличил скорость… Огромная яркая жёлтая стена взметнулась высоко в небо. Грузовик резко опрокинулся назад — и мы поднялись, как в лифте, плавно, без вибрации. Мы поплыли на жёлтом облаке. Все привычные движения автомобиля прекратились; только спидометр сообщал нам, что мы всё ещё быстро движемся. Это было невероятно…».

## Вторая мировая война
10 июня 1940 года Италия в союзе с Германией объявила войну Соединённому Королевству. В это время Бэгнольд находился в Каире. Осознав, что Северная Африка вот-вот станет театром военных действий, он добился встречи с генералом Арчибальдом Уэйвеллом, главнокомандующим на Ближнем Востоке. Бэгнольд предложил Уэйвеллу использовать его знание Северной Африки для создания мобильного разведывательного отряда, призванного действовать в Ливийской пустыне против итальянских войск. Уэйвелл одобрил это предложение и уже в июле 1940 года было сформировано подразделение дальней пустынной разведки Long Range Desert Group (LRDG). Бэгнольд был командиром LRDG до августа 1941 года, когда он передал командование Гаю Прендергасту после того, как сам он был повышен до должности Инспектора войск пустыни.
В октябре 1941 года Бэгнольд был назначен заместителем начальника связи по Ближнему Востоку с временным званием бригадного генерала; в этот период он занимался операциями по маскировке и дезинформации. Он уехал через шесть месяцев в марте 1942 года. После этого он посетил Газу, Брумману и Иерусалим (октябрь 1942 г.), Судан и Эритрею (декабрь 1942 г.) и Турцию (май 1943 г. и август 1943 г.); в марте 1944 вернулся в Англию.
7 июня 1944 года Бэгнольд покинул армию после окончания боевых действий в Северной Африке и поражения держав Оси на этом театре военных действий и вернулся к своим научным занятиям. В том же году был избран членом Королевского общества.

## После войны
После войны продолжал работать в области геологии и публиковал научные статьи до 90-летнего возраста. Он внёс значительный вклад в понимание пустынных структур, таких как дюны, русловая гряда и песчаные плато. Предложил число Бэгнольда и формулу Бэгнольда для описания течения песка. Эти работы были отмечены рядом наград. В последние годы своей жизни Бэгнольд жил в Эденбридже в графстве Кент в Англии. Он умер в Хизер-Грин 28 мая 1990 года в возрасте 94 лет.

## Личная жизнь
8 мая 1946 года женился на Дороти; у них родились сын и дочь.

## Награды
- Медаль основателя Королевского географического общества, 1935 г.[17]
- Кавалер Ордена Британской Империи, 8 июля 1941 г.
- Упоминается в депешах от 2 января 1917 г., 1 сентября 1931 г., 30 декабря 1941 г.
- Рыцарь Ордена Леопольда с пальмой (Бельгия), 5 апреля 1919 г. и др.